# Zoölogisch Museum Luik
Het Zoölogisch Museum Luik is een museum in  de Belgische stad Luik. Het bevindt zich samen met het Aquarium-Museum in een 19e-eeuws neoclassicistisch gebouw. Beide zijn in 1962 opgericht en maken deel uit van de Universiteit van Luik.
Bij elkaar zijn er rond 20.000 verschillende soorten te zien. Het museum is verdeeld over een kleine en vier grote zalen:
- Ongewervelden
- Gewervelden
- Zoogdieren
- Belgische fauna
- Koralen (kleine zaal op een tussenverdieping)

## Galerij

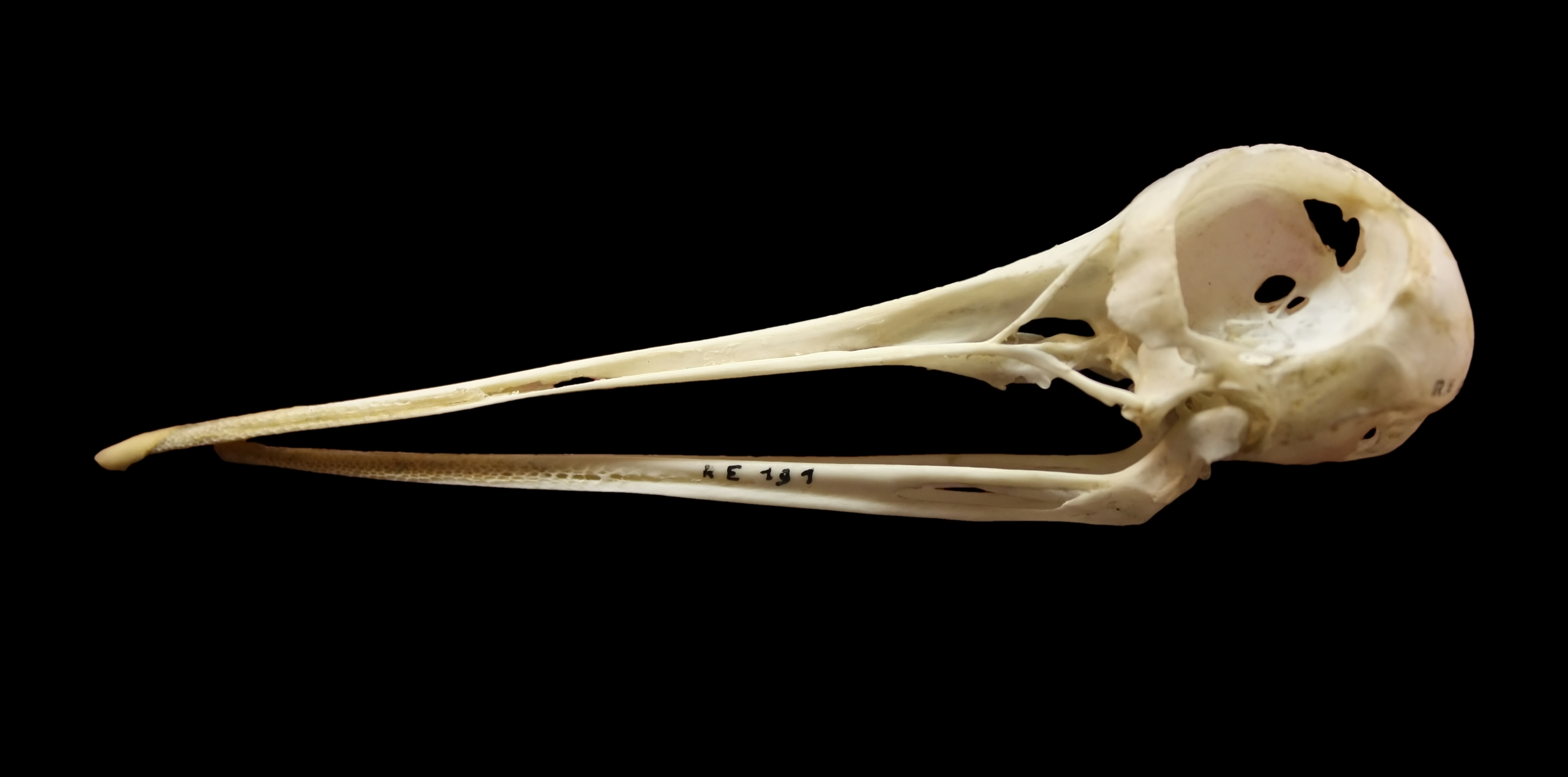
snippenschedel
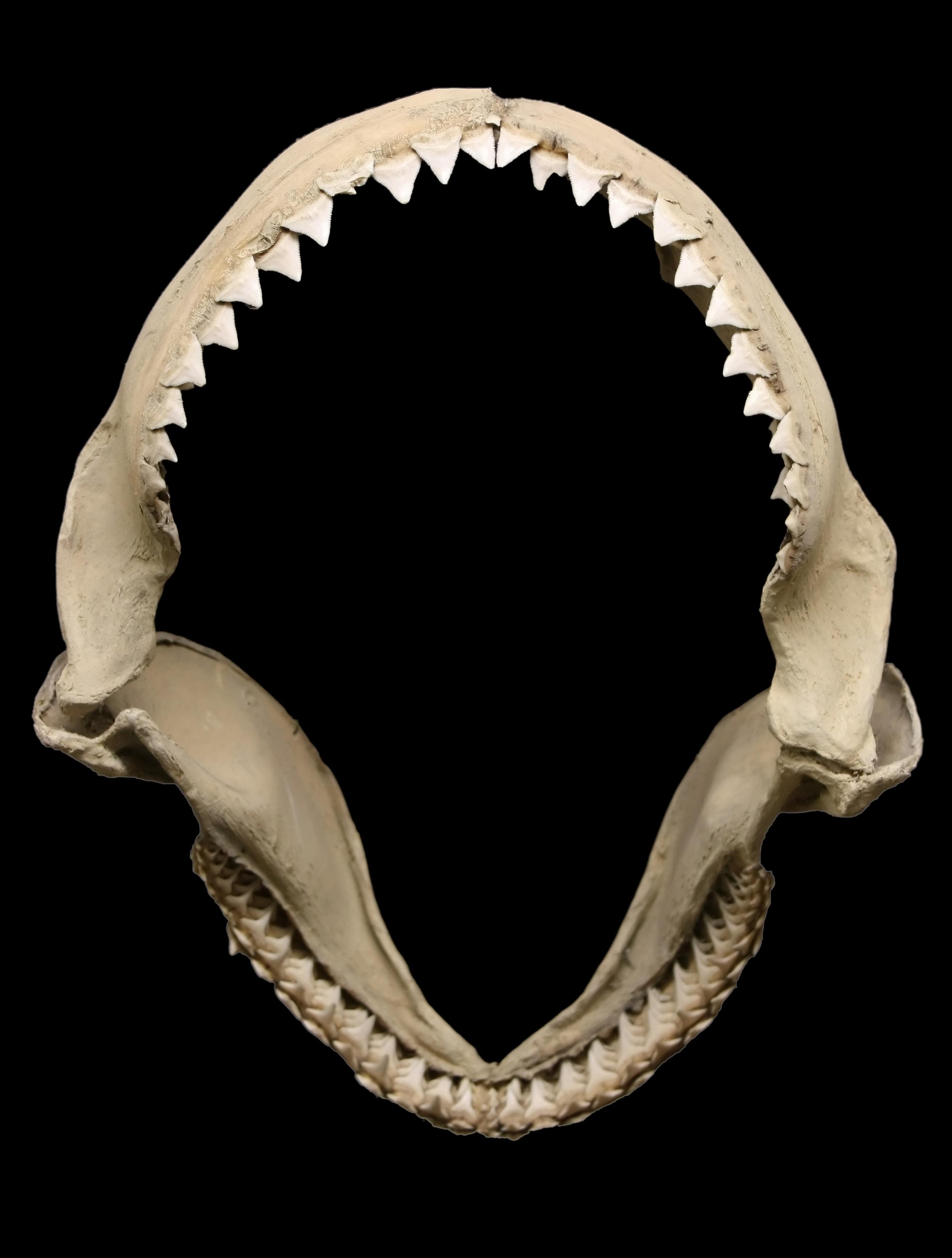
kraakbeenvis-kaak
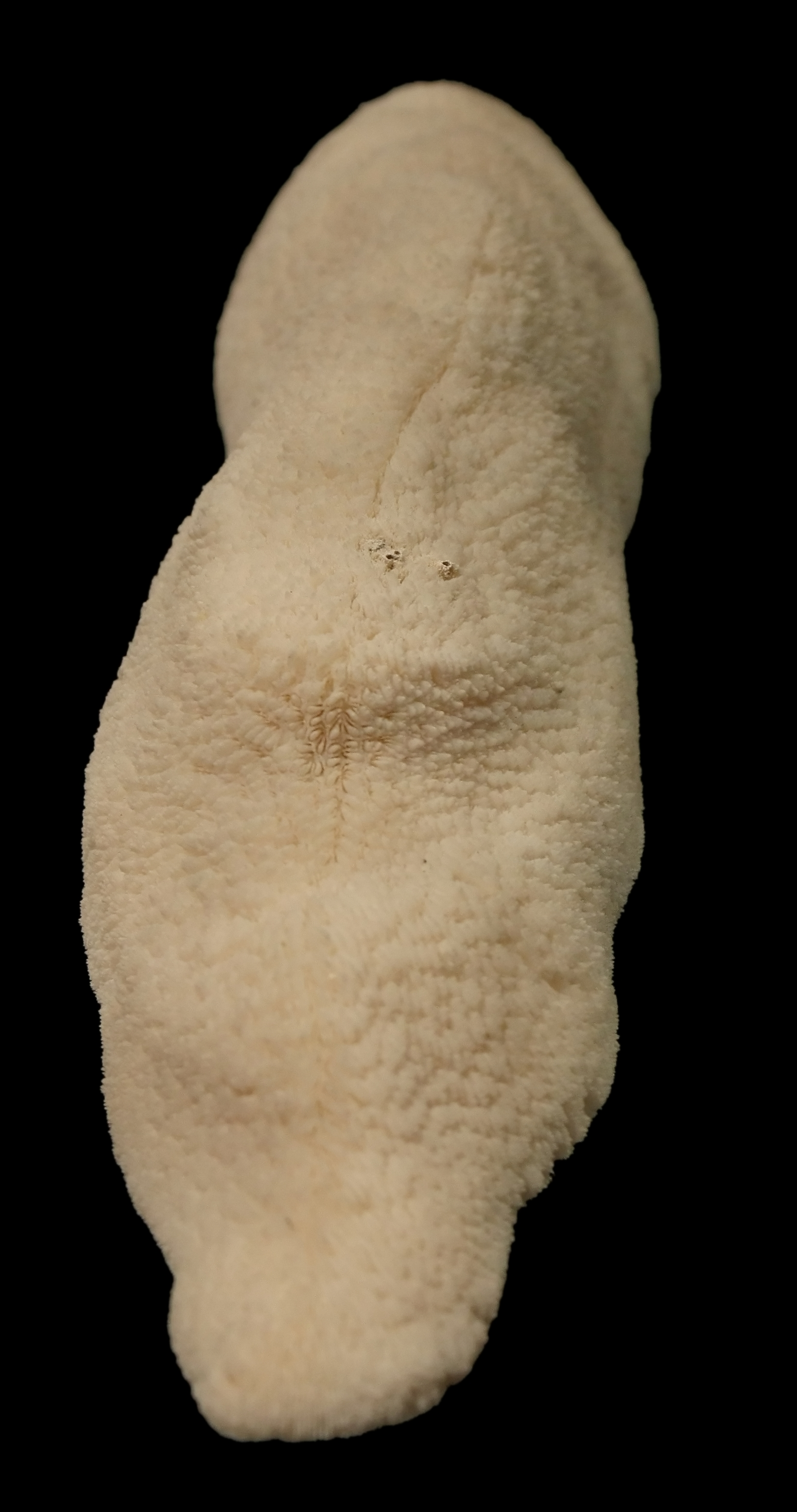
neteldier
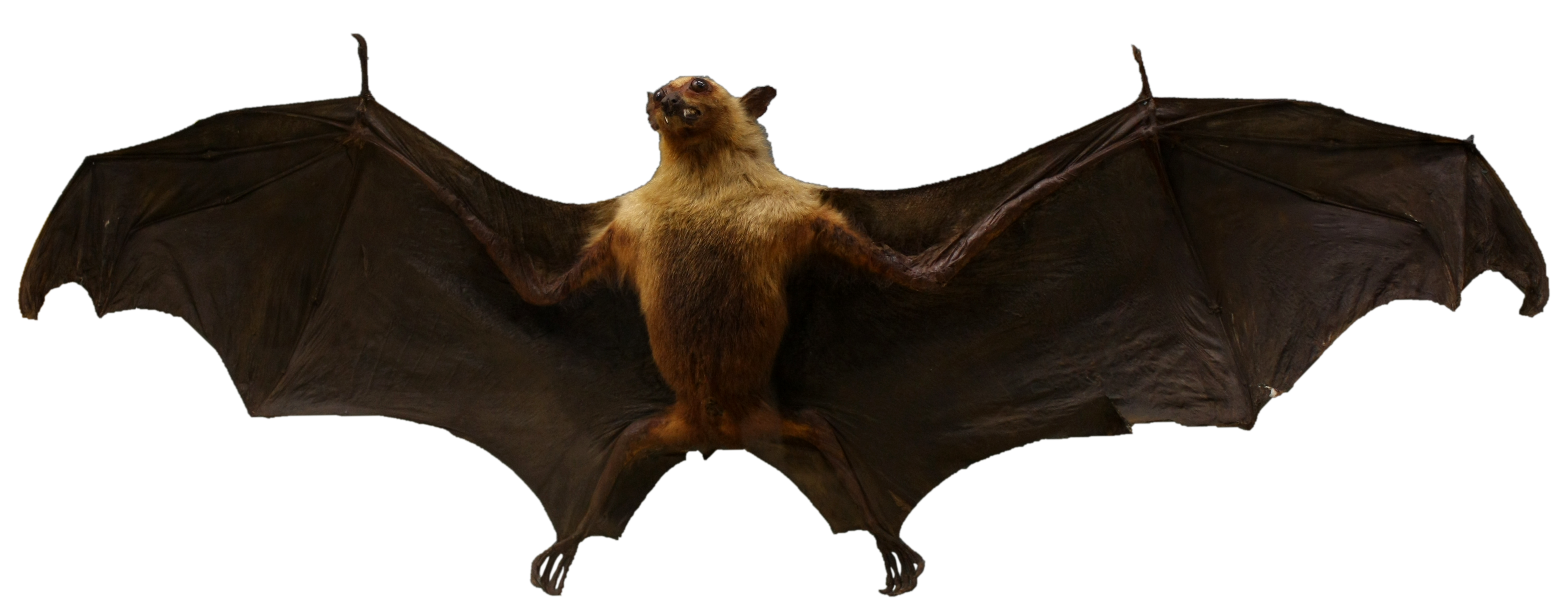
vleermuis
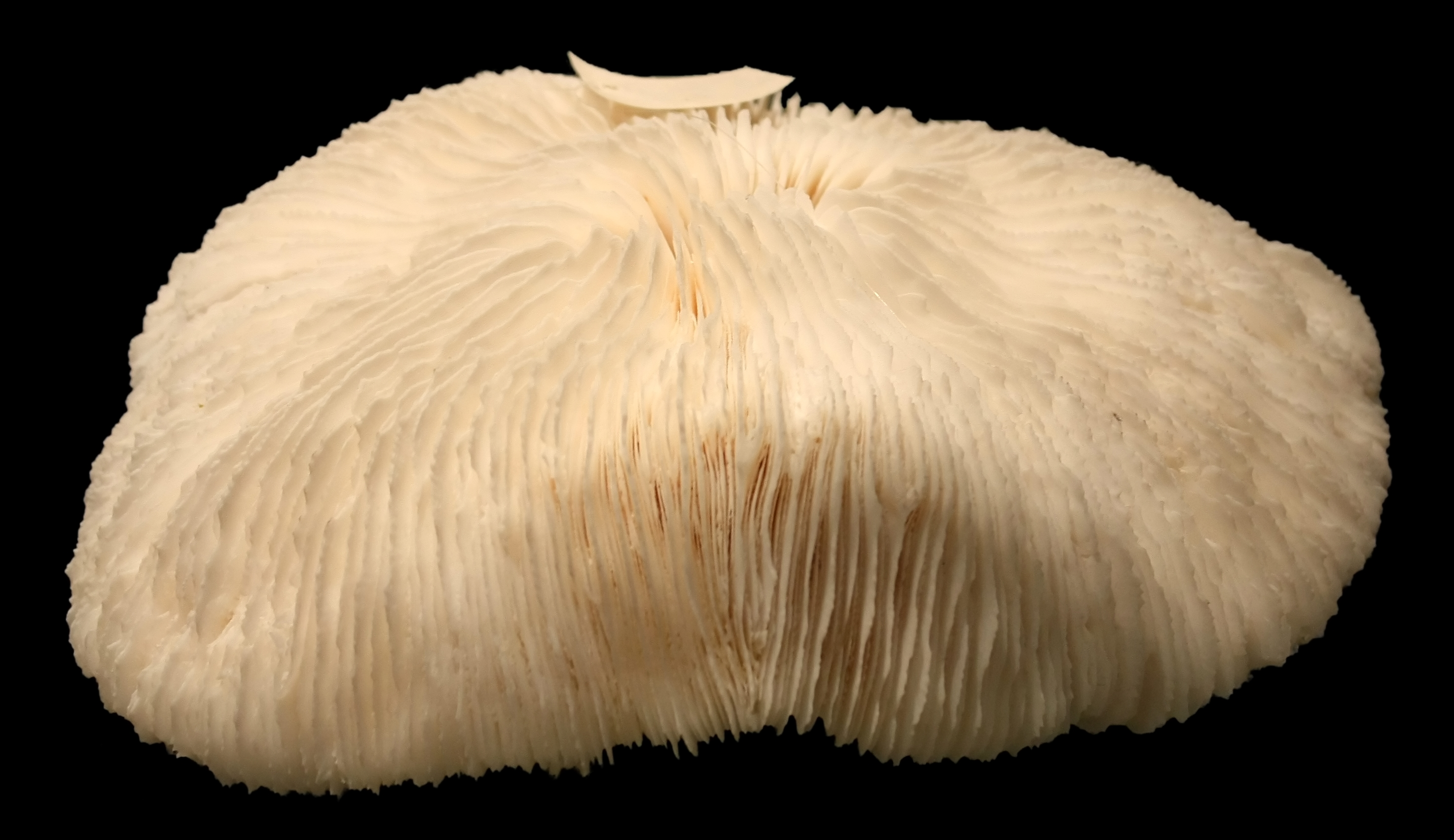
fungia-koraal
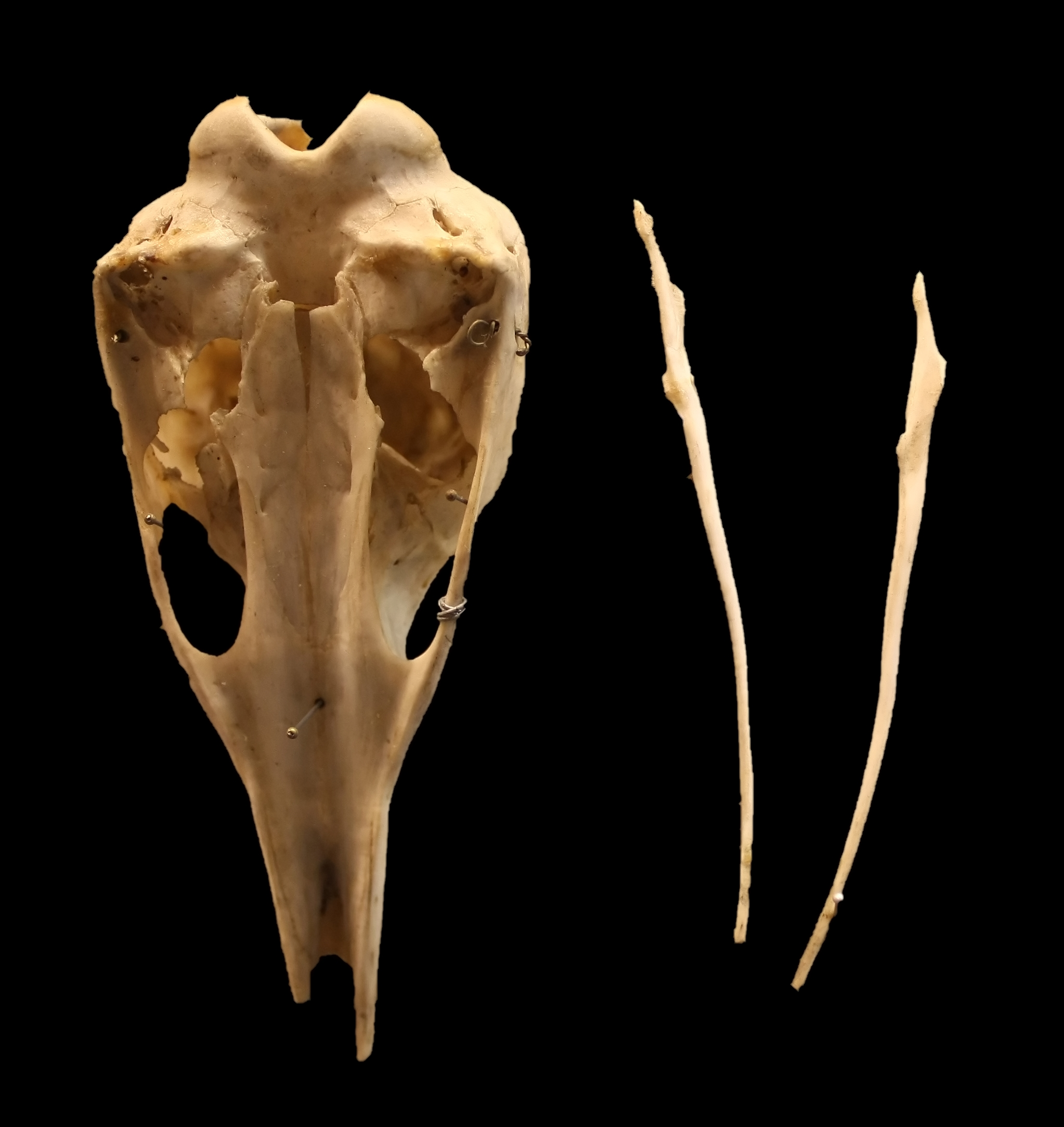
mierenegel-schedel